# Col du Soulor
Le col du Soulor est un col de montagne  routier des Pyrénées françaises à 1 471 mètres d'altitude dans le département français des Hautes-Pyrénées, en Occitanie. Il relie la vallée d'Arrens et la vallée de l'Ouzom. Il est emprunté par la route des cols.

## Toponymie
Soulor est fréquent en toponymie pyrénéenne où il désigne les flancs exposés au plein soleil de la journée (à l'est, soleil levant) : eth soulor.

## Géographie

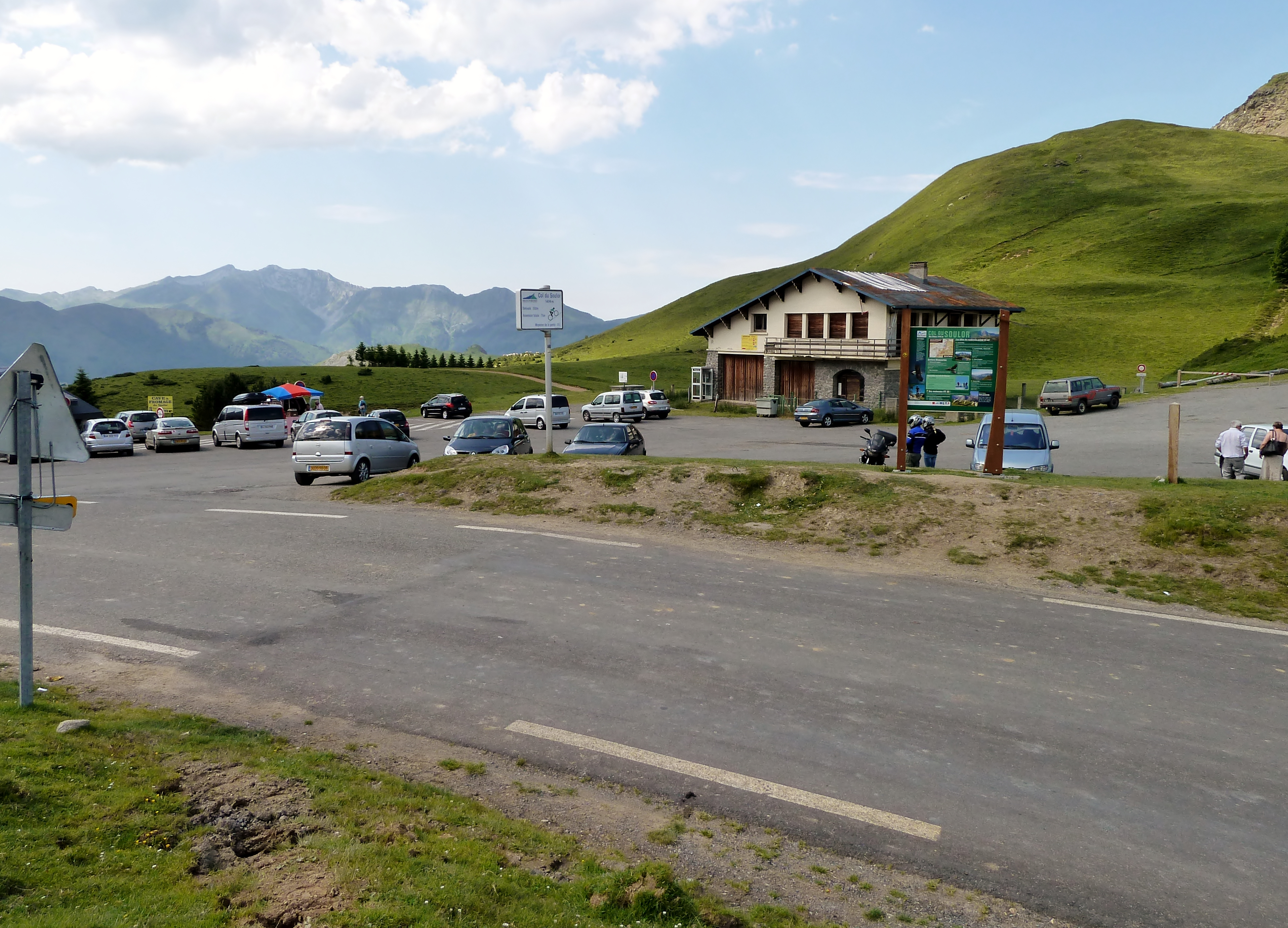
Le col

Situé entre la commune d'Arbéost à l'ouest et la commune d'Arrens-Marsous à l'est, il est le passage entre le val d'Azun et la vallée de l'Ouzom. Il est franchi par la route départementale D 918 (l'ancienne route thermale des Pyrénées) qui relie Argelès-Gazost (Hautes-Pyrénées) à Laruns (Pyrénées-Atlantiques) en passant par le col d'Aubisque (1 709 m), célèbre col du Tour de France. Ce dernier se trouve à dix kilomètres à l'ouest du col du Soulor.
Du col du Soulor descend la route départementale D 126 qui borde le cirque du Litor, puis traverse la haute vallée de l'Ouzom et les villages d'Arbéost, Ferrières et Arthez-d'Asson pour aboutir à Asson dans les Pyrénées-Atlantiques.

## Économie
Il est un des sites de la station de sports d'hiver du Val d'Azun, « Espace Nordique Soulor-Couraduque » - 110 km de pistes tracées en 2005 ouvertes à de nombreuses pratiques : ski de fond, raquettes, luge, traîneau à chiens, randonnée.
En été, le domaine est rendu à sa vocation d'estive pastorale. Les pistes servent aussi de lieu de promenade et de pratique de vélo tout terrain. Il est situé sur le GR101.
Le parking de la station, placé au col, sert de lieu de vente de produits régionaux (fromage, miel, artisanat).

## Tour de France

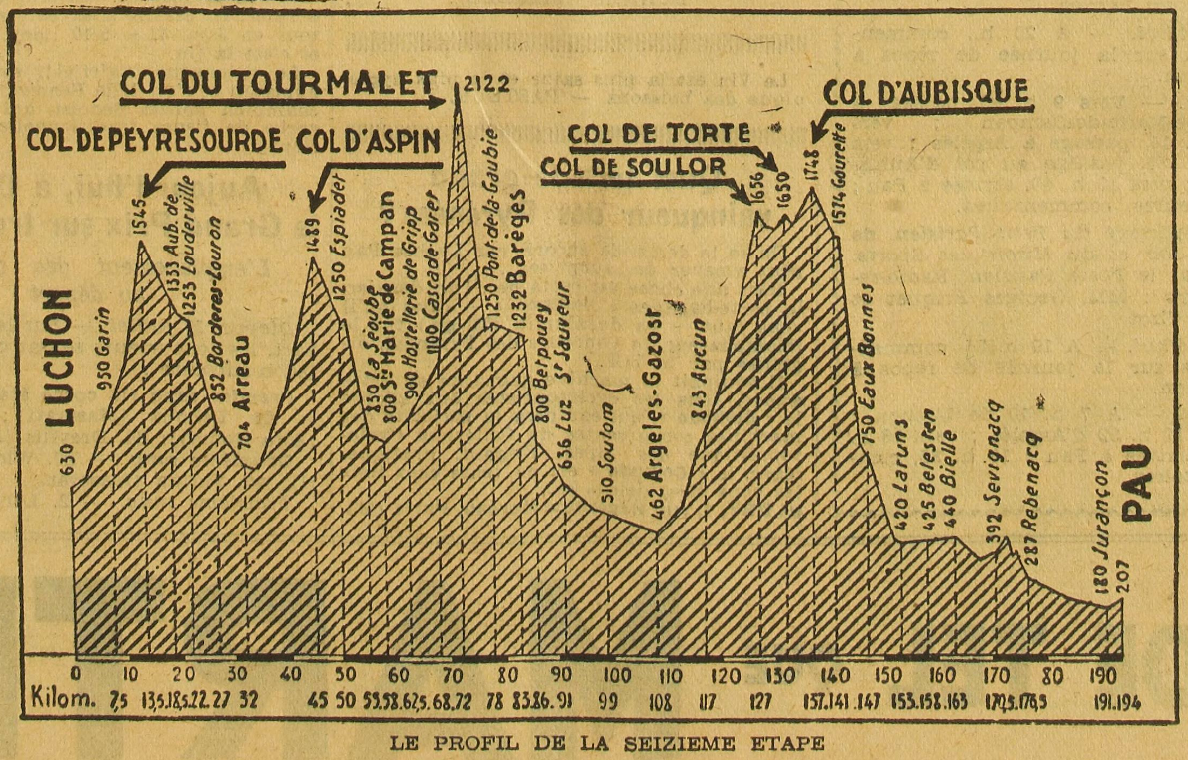
Le col du Soulor apparaît sur le profil de la 16e étape du Tour de France 1935 publié dans le journal L'Auto du 21 juillet 1935.

Le col du Soulor a fait l'objet de nombreuses ascensions dans le Tour de France, mais seulement quinze classées entre 1973 et 2025 pour le grand prix de la montagne (dans le cas contraire, les points de la montagne étant attribués seulement au col d'Aubisque).
| Année | Étape | Catégorie | Départ              | Arrivée          | Coureur passé en tête au sommet |
| ----- | ----- | --------- | ------------------- | ---------------- | ------------------------------- |
| 2025  | 12e   | 1         | Auch                | Hautacam         | Michael Woods (CAN)             |
| 2019  | 14e   | 1         | Tarbes              | Col du Tourmalet | Tim Wellens (BEL)               |
| 2010  | 17e   | 1         | Pau                 | Col du Tourmalet | Marcus Burghardt (GER)          |
| 2000  | 10e   | 2         | Dax                 | Hautacam         | Javier Otxoa (ESP)              |
| 1999  | 16e   | 1         | Lannemezan          | Pau              | Pavel Tonkov (RUS)              |
| 1997  | 9e    | 1         | Pau                 | Loudenvielle     | Laurent Brochard (FRA)          |
| 1996  | 17e   | 1         | Argelès-Gazost      | Pampelune        | Pascal Hervé (FRA)              |
| 1995  | 16e   | 1         | Tarbes              | Pau              | étape neutralisée               |
| 1985  | 18eb  | 1         | Laruns              | Pau              | Álvaro Pino (ESP)               |
| 1985  | 18ea  | 1         | Luz-Saint-Sauveur   | Col d'Aubisque   | Stephen Roche (IRL)             |
| 1982  | 12e   | HC        | Fleurance           | Pau              | André Chalmel (FRA)             |
| 1979  | 3e    | 1         | Bagnères-de-Luchon  | Pau              | Mariano Martínez (FRA)          |
| 1975  | 10e   | 1         | Auch                | Pau              | Lucien Van Impe (BEL)           |
| 1974  | 18e   | 1         | Bagnères-de-Bigorre | Pau              | Andrés Oliva (ESP)              |
| 1973  | 14e   | 1         | Bagnères-de-Luchon  | Pau              | Pedro Torres (ESP)              |
| 1935  | 16e   |           | Bagnères-de-Luchon  | Pau              |                                 |